# Spring Grove, Minnesota
Spring Grove là một thành phố thuộc quận Houston, tiểu bang Minnesota, Hoa Kỳ. Năm 2010, dân số của thành phố này là 1330 người.

## Dân số
- Dân số năm 2000: 1304 người.
- Dân số năm 2010: 1330 người.